# 마티외 보데를리크
마티외 알베르 다니엘 보데를리크(프랑스어: Mathieu Albert Daniel Bauderlique, 1989년 7월 3일~)는 프랑스의 권투 선수이다. 2016년 하계 올림픽 남자 라이트헤비급 동메달을 획득했다. 

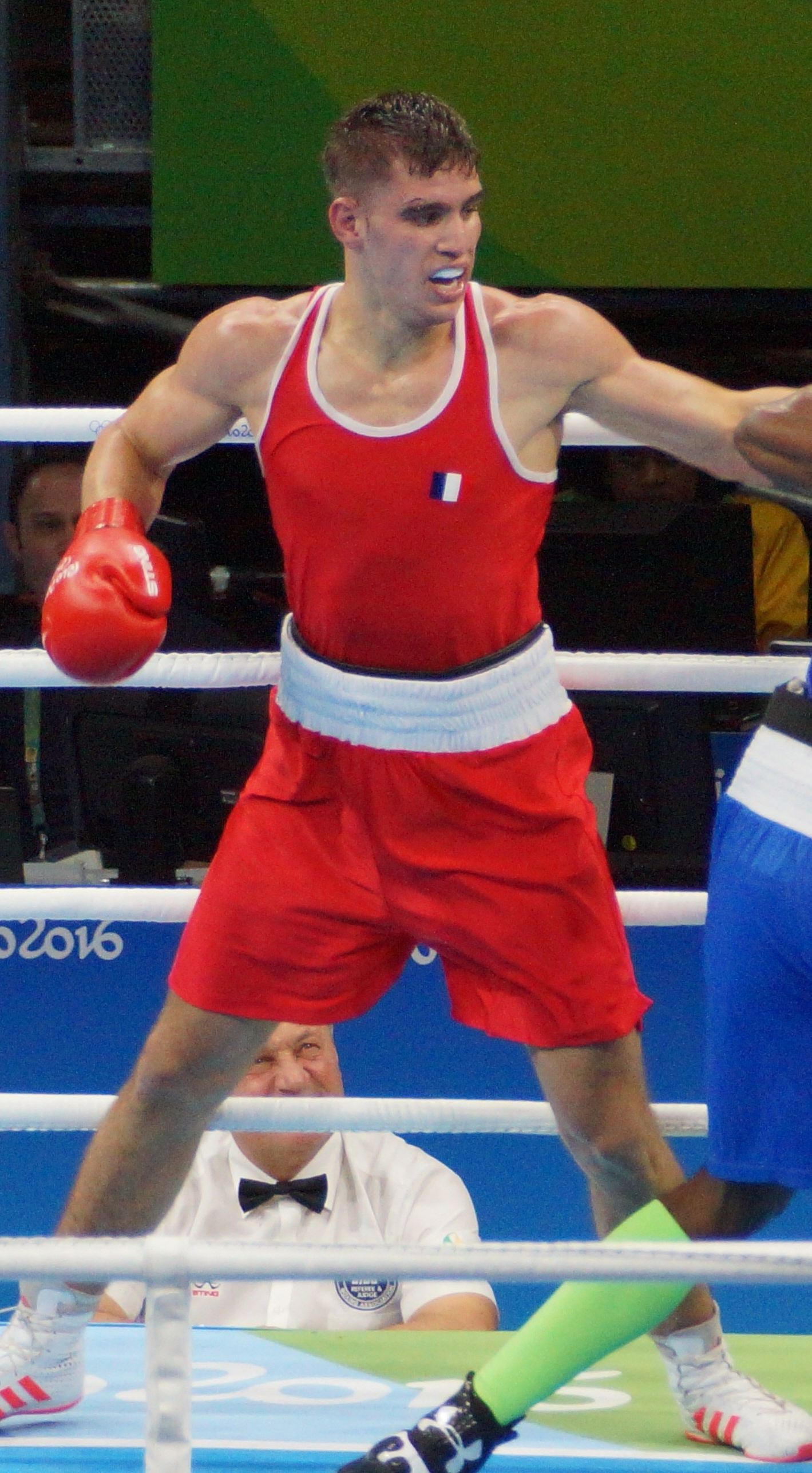
2016년 하계 올림픽 당시 콜롬비아의 카를로스 안드레스 미나와 경기 중인 보데를리크

## 수상

### 수훈
- 국가공로훈장 슈발리에급(2016년 12월 1일)